# Solpuga villosa
Espèce
Solpuga villosa est une espèce de solifuges de la famille des Solpugidae.

## Distribution
Cette espèce vit en Afrique du Sud et en Eswatini.

## Description
Le mâle mesure 28 mm et la femelle 43 mm.

## Publication originale
- Purcell, 1899 : New and little known South African Solifugae in the collection of the South African Museum. Annals of the South African Museum, vol. 1, p. 381-432 (texte intégral).